# Paul Jacob Marperger

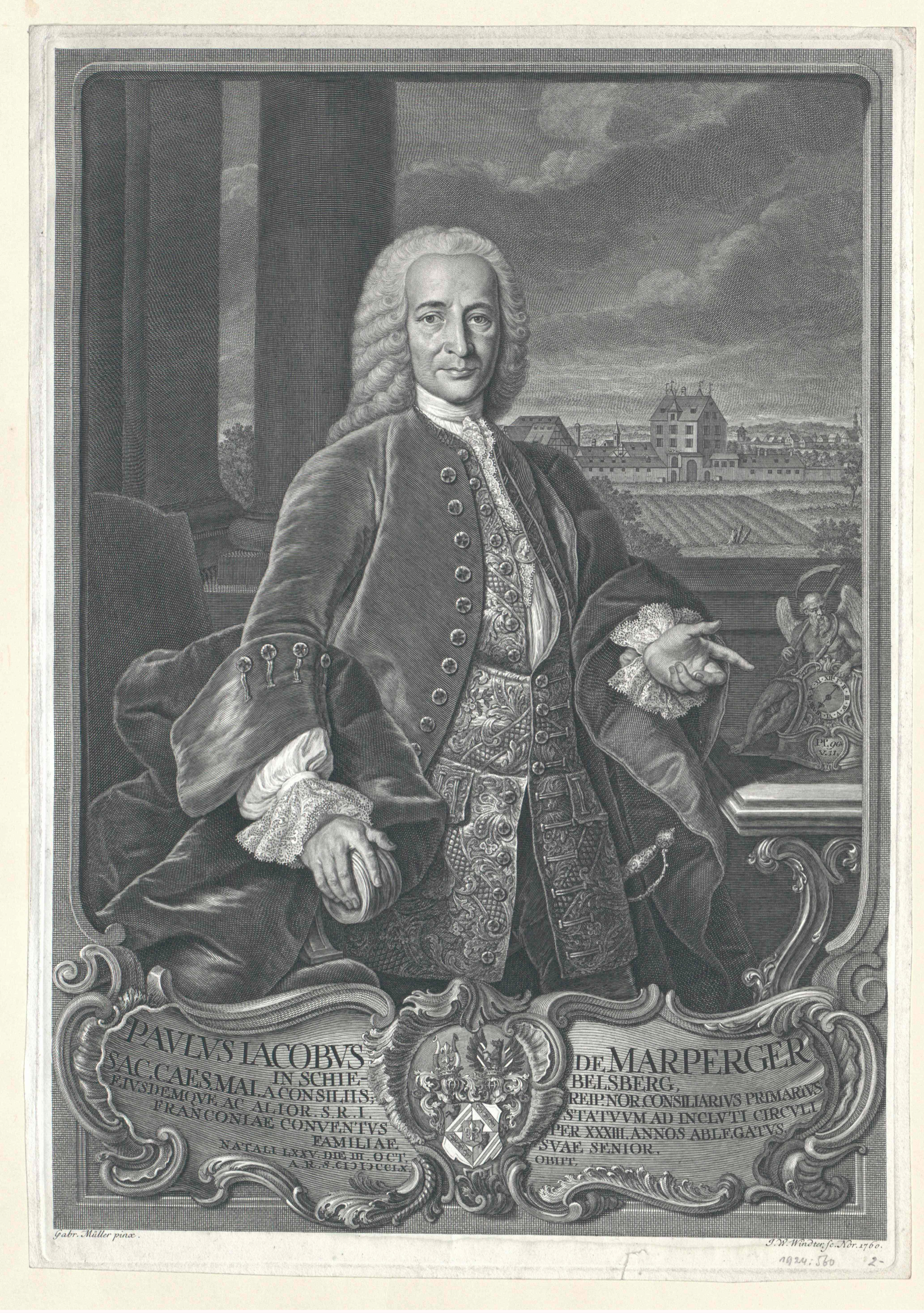
Paul Jacob Marperger

Paul Jacob Marperger (* 27. Juni 1656 in Nürnberg; † 27. Oktober 1730 in Dresden) war einer der ersten deutschen und produktivsten Schriftsteller vor allem zum Merkantilismus, zur Nationalökonomie und zur Kameralistik.

## Leben

Vollständiges Küch- und Keller-Dictionarium: Eine Veröffentlichung von Paul Jacob Marperger von 1716

Paul Jacob Marperger war der Sohn des deutschen Offiziers Paul Marperger, der einst in schwedischen Diensten stand und sich nach Nürnberg zurückgezogen hatte.
Dem damaligen Brauch gemäß wurde der Junge schon mit neun oder zehn Jahren an der theologischen Fakultät der Universität Altdorf immatrikuliert. Er bezog jedoch nie oder als Jurastudent nur kurze Zeit die Universität, sondern ging stattdessen in die Kaufmannslehre zu einem Handelshaus in Lyon.
Hier lernte er aus erster Hand die fortgeschritteneren Methoden des
französischen Geschäftswesens kennen; viele seiner späteren Publikationen gehen noch auf diese Lehrerfahrungen zurück. Weitere ausgedehnte Auslandsreisen führten ihn in den folgenden Jahren nach Wien, Breslau, Genf, Hamburg, Lübeck, Kopenhagen, Moskau, St. Petersburg, Berlin, Dresden und Stockholm.
Die Erfahrungen seiner auf diesen Reisen gesammelten Kenntnisse schlugen sich in zahlreichen  Schriften zu sehr unterschiedlichen Themen nieder. So schrieb er Werke über Gartenbau, Botanik, Medizin, Diäten, Lebensmittelwesen und Tierpflege, ebenso zu Stiftungen, Witwenversorgung und das Polizeiwesen sowie über das Militär, den Buchhandel und Stadtordnungen, Ökonomie, Messen und Banken. Ein Drittel seines über hundert Titel umfassenden Gesamtwerkes war den kaufmännischen Wissensgebieten gewidmet. Eduard Weber (1884–1916) bezeichnet ihn deshalb nicht ohne Recht als den „ersten deutschen Handelswissenschaftler“. Soweit Marperger jedoch das Etikett „Wissenschaft“ verwendet, war es sicher einerseits als Empfehlung seiner Schriften und andererseits als Synonym für das Konglomerat all jener Kenntnisse gedacht, die damals zur Führung oder zum Verständnis eines Handelsgewerbes als nötig erachtet wurden. Marperger hat sich nicht nur mit einer verstreuten Behandlung berufspädagogischer Aspekte begnügt (beispielsweise im Kaufmanns-Jung und im Handels-Diener), sondern im Dreyfach Güldenen Klee-Blat den ersten deutschsprachigen Systematisierungsversuch wirtschaftsberuflicher Lehranstalten geliefert. Das hat erstmals der aus dem Volksschul-Lehrerstand erwachsene Dresdner Handelsfachlehrer Bruno Zieger (1860–1908) nachgewiesen. Für Jürgen Zabeck (Geschichte der Berufserziehung und ihrer Theorie, Paderborn 2009, hier Seite 193–197) ist die „Hochstilisierung“ Marpergers „in der bisherigen Historiographie der Berufs- und Wirtschaftspädagogik“ jedoch nur „schwer nachzuvollziehen“.
1708 wurde er in die Preußische Sozietät der Wissenschaften aufgenommen, deren Präsident damals Gottfried Wilhelm Leibniz war. 1724 erfolgte der Ruf des Königlich Dänischen, Preussischen, Polnischen und Kursächsischen Hof- und Kommerzienrates nach Dresden, wo Marperger die letzten Lebensjahre damit verbrachte, eine Anzahl kleinerer Schriften im Selbstverlag zu vertreiben. Die Zahl seiner Veröffentlichungen auf allen Gebieten des Geschäftswesens ist erstaunlich. Sein sehr umfangreicher Nachlass ist bisher nur zum Teil ausgewertet.
Verheiratet war Marperger seit 1681 mit einer geborenen von Siburg aus Hamburg; das Paar bekam zwei Söhne (Bernhard Walter und Paul Jacob) sowie eine Tochter.
Marperger gilt nach dem Urteil Julius Arndts als einer der „bedeutendsten, meistgelesenen und ergiebigsten Fachschriftsteller seiner Zeit. Hochgeehrt, allgemein anerkannt, überaus gebildet und belesen schrieb er bis ins hohe Alter.“
Marpergers 1709 in Hamburg erschienenes,  König Friedrich I. von Preußen gewidmetes Buch über das „Neu-eröffnete Handelsgericht oder Wohlbestellte Commercien-Collegium“ ist mit seinen mehr als 800 Seiten das erste deutschsprachige Kompendium, in dem nicht nur die damals existierenden Handelsgerichte, sondern auch die für den Handels- und Zahlungsverkehr sowie für Unternehmen, Banken und kaufmännische Vereinigungen geltenden Gesetze, Regeln und Usancen ausführlich, wenn auch nicht immer systematisch, behandelt werden. Zusammen mit der im 2. Teil des Bandes enthaltenen Sammlung von praktischen Streitfällen und Entscheidungen, basierend auf den sog. „Pareres“ des französischen Handelsexperten Jaques Savary (1622–1690), gibt das Buch überaus vielfältige und anschauliche Einblicke in das Wirtschaftsleben in Deutschland und den Nachbarländern vor ca. 300 Jahren.
Nachgewiesen sind 48 Veröffentlichungen; über 70 seiner größeren und kleineren Schriften blieben ungedruckt.

## Schriften
- Neu-eröffnetes Handels-Gericht oder Wohlbestelltes Commercien-Collegium, Benjamin Schiller, Hamburg 1709 (524 S.) darin auch:
- Responsorum und Kauffmännische PARERES" des berühmten Frantzösischen Commercien-Raths SAVARY in Teutscher Sprache (256 S.)
- Curieuses Natur- Kunst- Gewerk- und Handlungs-Lexicon, hrsg. von Johann Hübner. Leipzig 1712.
- Getreuer und Geschickter Handels-Diener. Monath, Nürnberg; Leipzig 1715. Digitalisat und Volltext im Deutschen Textarchiv, Nachdruck mit einer zusammenfassenden Übersicht von Frank Deges: Köln 1999
- Der allzeit-fertige Handels-Correspondent. 4. Auflage. Schiller, Hamburg 1717. Digitalisat und Volltext im Deutschen Textarchiv
- Beschreibung Des Hutmacher-Handwercks. Richter, Altenburg 1719. Digitalisat und Volltext im Deutschen Textarchiv
- Das Wohl-eingerichtete Seminarium Militare, Oder Pflantz-Schul, Künfftig geschickter und tapferer Kriegs-Leute und Soldaten. Selbstverlag, Dresden 1727. Digitalisat und Volltext im Deutschen Textarchiv
- Abbildung einer betrübten und wieder getrösteten Wittwen, oder unmaßgebliche Anweisung. Dresden 1731.
- Beschreibung der Messen. Neuauflage: Frankfurt/M. 1968
- Beschreibung der Banquen. Halle (Saale); Leipzig 1717. Digitalisat und Volltext im Deutschen Textarchiv; Neuauflage: Frankfurt/M. 1969
- Die neu-eröffnete Kaufmanns-Börse. Neuauflage: Wiesbaden 1973.
- Historie und Leben der berühmtesten europäischen Baumeister. Neuauflage: Leipzig 1975
- Wolmeynende Gedancken über die Versorgung der Armen. Neuauflage: Leipzig 1977
- Vollständiges Küch- und Keller-Dictionarium. 1716. Neuauflage: München 1978
- Wohl-Unterwiesener Kauffmanns-Jung (etc.) Nürnberg 1715; Nachdruck mit einer wirtschaftspädagogischen Einführung von Jürgen Zabeck: Köln 1999
- Trifolium Mercantile Aureum oder Dreyfaches Güldenes Klee-Blat der werthen Kauffmannschafft. Dresden und Leipzig 1723; Nachdruck mit einer Einleitung speziell in M.'s Berufsbildungskonzept von Uwe Andreas Michelsen, Darmstadt 1990 (Druckerei der damaligen TH Darmstadt).